# Ieracosfinge

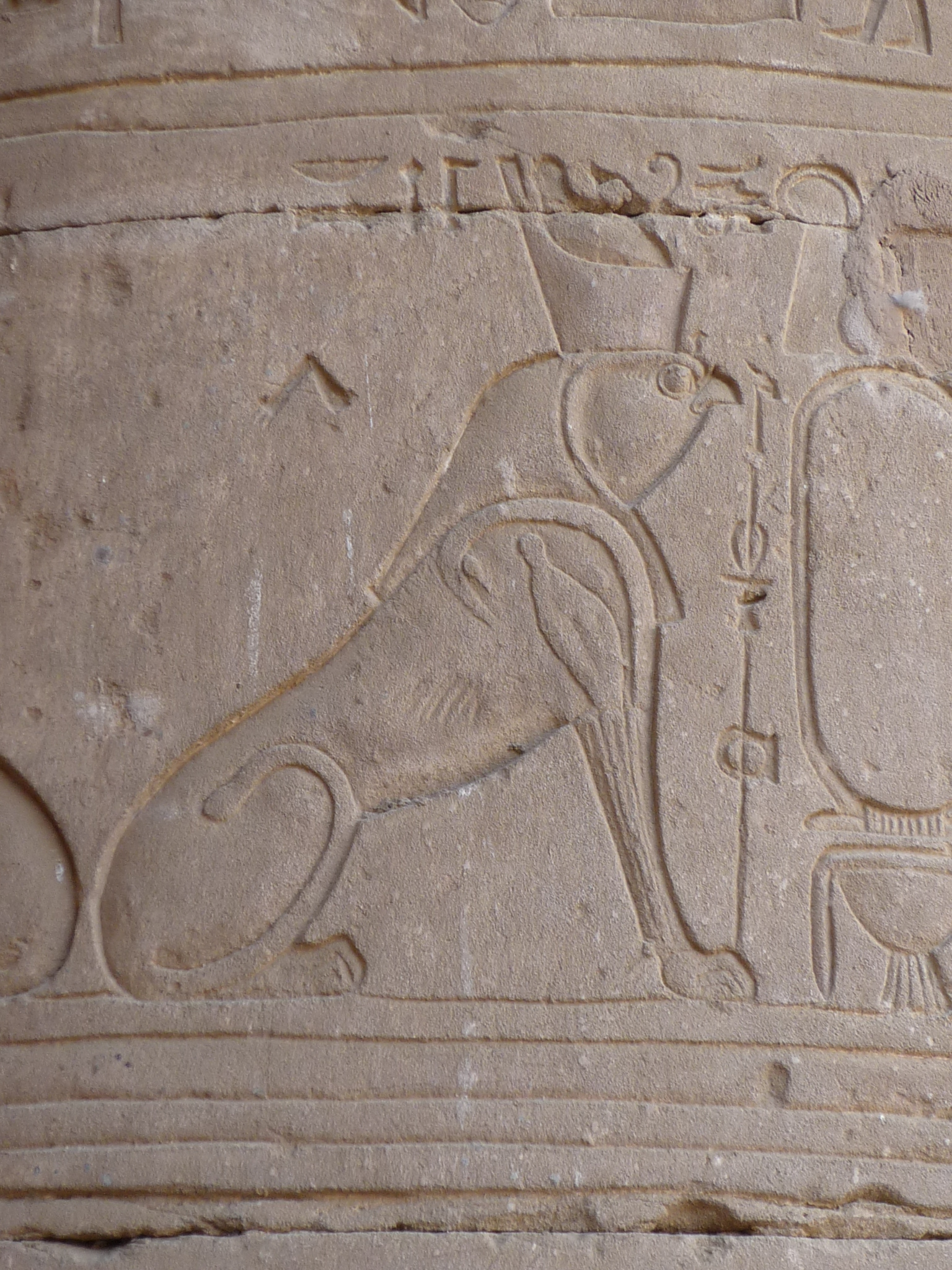
Bassorilievo del dio Horus, raffigurato in forma di ieracosfinge su una colonna del tempio di Edfu, Egitto

La ieracosfinge è una creatura leggendaria, una chimera simile al grifone raffigurata nell'arte egizia (principalmente sculture) e nell'araldica europea. Si tratta di un leone con testa di falco, talvolta portante un copricapo. Il nome fu coniato da Erodoto per le sfingi a testa di falco che vide in Egitto.
La ieracosfinge è da alcuni vista come un presagio di male.
La Ieracosfinge, così come l'Androsfinge e la Criosfinge, compare anche nel gioco di carte Yu-Gi-Oh! (sono rispettivamente le carte TLM-012, EP1-002, TLM-013).